# 柴原祐喜
柴原 祐喜（しばはら ゆうき）は、日本の実業家。

## 略歴
カリフォルニア大学卒業。明治大学大学院グローバルビジネス研究科修了。
大学院での研究テーマは「未上場企業の価値算出」。
2012年システム開発・経営コンサルティング会社を設立。日本のスタートアップ環境を盛り上げていきたいとの思いで共同代表の大浦とともに、2015年株式会社日本クラウドキャピタルを設立。代表取締役CEOに就任。日本初の第一種少額電子募集取扱業として、株式投資型クラウドファンディングサービス「FUNDINNO」を開始する。また、金融関連企業5社・金融関連分野に携わる有識者・法律家からなる『金融関連分野におけるブロックチェーン技術実務適応研究会』の発足・運営に幹事企業として携わる。